# Tricyphona constans
Tricyphona (Tricyphona) constans là một loài ruồi trong họ Pediciidae. Chúng phân bố ở vùng sinh thái Nearctic.